# Cutlass
Cutlass är en amerikansk kortfilm med bland andra Kristen Stewart, Virginia Madsen och Dakota Fanning i rollerna. Den är 16 minuter lång och skriven och regisserad av Kate Hudson. 

## Handling
Filmen handlar om att få det man vill ha och handlingen kretsar kring en mor, Robin (spelad av Virginia Madsen, som ung av Kristen Stewart) och hennes dotter, Lacy (spelad av Dakota Fanning). Lacy har ett stort musikintresse och önskar sig en dyr gitarr, modern säger först nej men ändrar sig sedan när hon kommer ihåg hur hon fick en Oldsmobile Cutlass när hon var ung.

## Rollista
| Virginia Madsen | – Robin              |
| Dakota Fanning  | – Lacy               |
| Kristen Stewart | – Young Robin        |
| Kurt Russell    | – Dad                |
| Sarah Roemer    | – Eve                |
| Brian Hooks     | – Leroy the Mechanic |
| Chevy Chase     | – Stan               |
| Ethan Suplee    | – Bruce              |
| Steve Jones     | – Jonesy             |
| Dax Shepard     | – Backround Extra #1 |